# 뤼크 닐리스
뤼크 힐베르트 시릴러 닐리스(네덜란드어: Luc Gilbert Cyrille Nilis, 1967년 5월 25일 ~ )는 벨기에의 전 축구 선수이며, 포지션은 스트라이커였다.
1984년 주필러 리그의 KFC 윈터슬라그에서 프로 무대에 데뷔했으며, 이후 RSC 안데를레흐트를 거쳐 1994년 에레디비시의 PSV 에인트호번로 이적하였다. 이적 이후 1995년 네덜란드 올해의 선수에 선정되었으며, 1996년과 1997년 득점왕을 연이어 차지하였다. 또한 1996년 벨기에 프로축구상을 수상하는 등 좋은 활약을 지속했으며, 2000-01 시즌을 앞두고 프리미어리그의 애스턴 빌라 FC로 팀을 옮겼다. 하지만 2000년 9월 9일 입스위치 타운 FC와의 경기에서 리처드 라이트와 충돌해 다리가 부러지는 중상을 입었으며, 이로 인해 선수 생활을 지속하지 못하고 은퇴를 선언하였다.
또한 1988년 벨기에 축구 국가대표팀에 데뷔한 뒤 2000년까지 총 56경기에서 10골을 득점하는 활약을 보였으며, 두 번의 FIFA 월드컵 (1994년, 1998년)과 UEFA 유로 2000에 국가대표팀의 일원으로 참가하였다.
은퇴 이후 PSV 에인트호번과 카슴파샤 SK, 겐츨레르비를리이 SK 등의 코치를 역임하였다.